# Klardjètia
Klardjètia (també Calarzene) fou una regió històrica del Regne de Geòrgia, al nord del Tao. És l'actual província d'Ardahan, a Turquia. Aquesta regió fou ocupada pels otomans cap al 1530 i fusionada amb Tao per a formar la Taoklardjètia i ja no va ser reconquerida pels georgians.